# فجليت
فجليت بلدة سورية في منطقة دريكيش التابعة لمحافظة طرطوس. تقع على بعد حوالي 10 كم إلى الشمال الشرقي من مدينة دريكيش قرب حدود محافظة حماة. وترتفع عن سطح البحر ما بين "750/ 1000" متر، لذلك فطبيعتها جبلية قاسية ومنحدرة بشدة في أغلب مناطقها وتوجد فيها «المغارة العاصية» التي تحتوي صواعد ونوازل.
أطلق عليها اسم فجليت لأنها تمركزت بين جبلين أي «الفج المفتوح على البحر والواقع بين جبلين» وقد ارتبطت كاسم وحضارة بالحضارة الفينيقية، وسكنتها في تلك الأيام آلهتهم «بعليت» واستخدموا حرف «التاء» المبسوطة في أغلب تسمياتهم للـمدن التابعة لهم مثل «عمريت» و«أوغاريت» و«فجليت».